# Particula Amaterasu
Particula Amaterasu a fost o particulă de raze cosmice cu energie extrem de mare, detectată pe 27 mai 2021 de Fly's Eye, un detector de la Universitatea din Utah, Statele Unite. Cu o energie de 2,3*1020 eV a fost cea mai puternică rază cosmică detectată de la descoperirea în 1991 a particulei Oh-My-God, care măsura aproximativ 3,2*1020 eV. Particula a fost denumită după Amaterasu, o zeitate Shintō care personifică soarele. Observația a fost publicată în revista științifică Science la 23 noiembrie 2023.
Fly's Eye, un experiment realizat de Universitatea din Utah în cooperare cu Universitatea din Tokyo, este o rețea pătrată de 507 detectoare individuale construite după principiul ochiului de muscă, care acoperă o suprafață de 700 de km2 și se află la o altitudine de peste 1200 de metri, în afara orașului Delta, în deșertul vestic din Utah. Când particula de înaltă energie a intrat în atmosfera Pământului, s-a ciocnit cu atomii și moleculele sale, declanșând o ploaie de miliarde de particule secundare. Acestea au fost înregistrate de 23 de detectoare din partea de nord-vest a instalației, acoperind o suprafață de 48 de km2. Energia și direcția de zbor a particulelor Amaterasu au fost reconstruite pe baza rezultatelor măsurătorilor acestor evenimente.
Nu a fost identificat nici un obiect astronomic care să se potrivească cu direcția din care a sosit raza cosmică. Direcția de sosire a particulei indică Vidul Local, o regiune a spațiului în care nu există aproape nici o galaxie, situată în afara Grupului Local de galaxii, din care face parte și Calea Lactee. Deoarece nu se cunosc obiecte sau evenimente în această zonă care să producă particule cu o energie atât de mare, originea particulei Amaterasu și cea a particulei Oh My God, rămân deocamdată necunoscute.